# 베르까우어

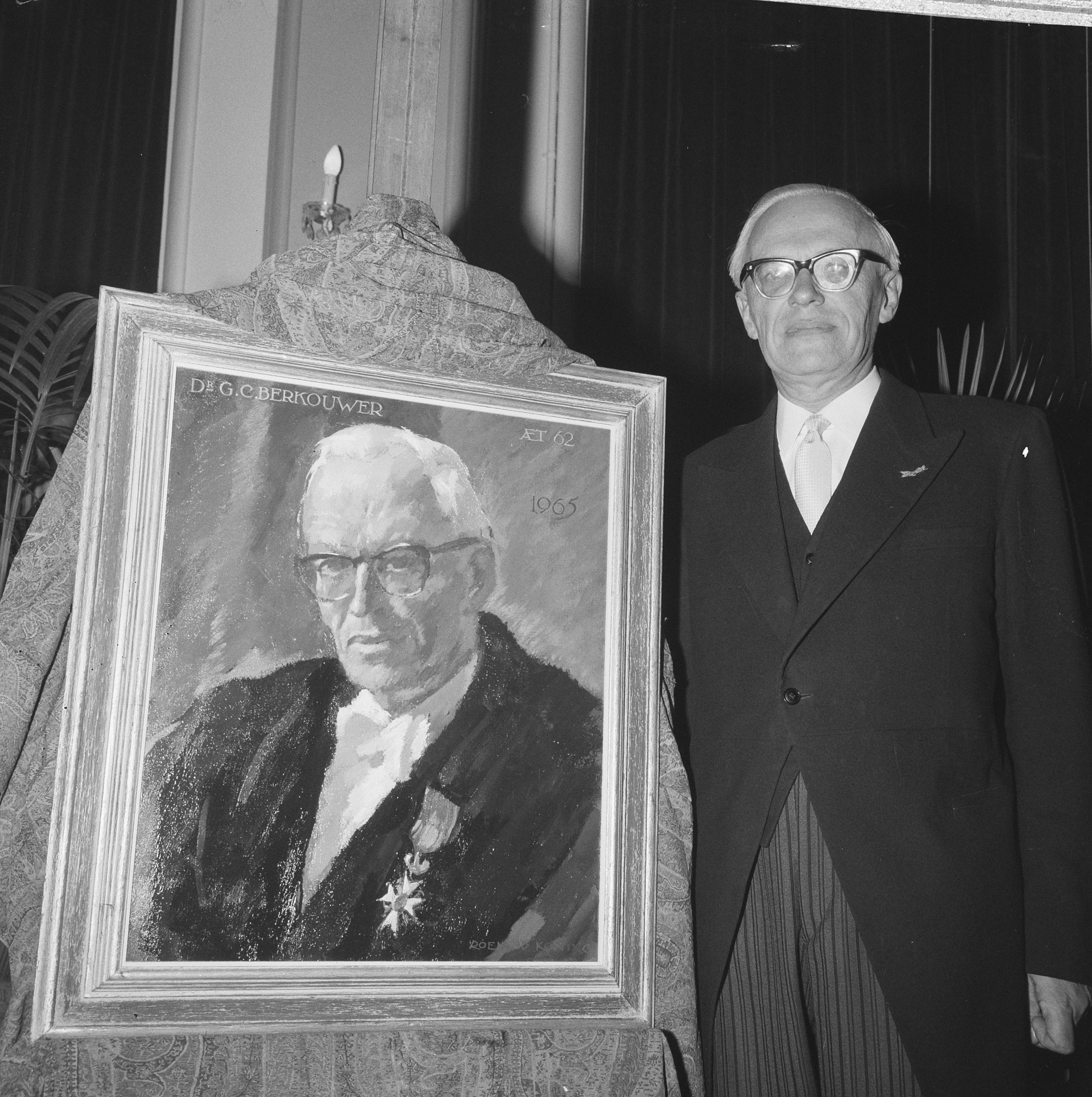
베르까우어(1965)

헤리뜨 꼬르넬리스 베르까우어(Gerrit Cornelis Berkouwer, 1903년 6월 8일- 1996년 1월 25일)는 네덜란드 개혁 교회(GKN)의 주도적인 신학자였다. 그는 신학교수로서 암스테르담 자유 대학(VU)에서 조직신학을 이끌었다. 그는 암스테르담에서 태어났고 잔담(Zaandam)에서 자랐다. 1927년 헤이그에서 카타리나 코르넬리아 엘리자베스 리펜과 결혼했다. 1932년 자유 대학에서 박사 학위를 받았는데 그의 논문은 Geloof en Openbaring in de nieuwe Duitse theologie(최근 독일신학에서 믿음과 계시)이다. 1949년 8권의 교리학 가운데 제 1권 Geloof en Rechtvaardiging(믿음과 칭의)이 1949년 네덜란드에서 출판되었다. 그의 교의학은 북미의 개혁교회에서 영향을 크게 미쳤다. 1962년 그는 로마에서 열린 제 2차 바티칸 공의회에서 참관인이었다. 1953년 그는 네덜란드 왕립 예술 과학 아카데미 회원이 되었다. 수많은 제자들을 배출하였는데 남아프리카 공화국 프리토리아 대학교의 요한 하인즈, 콘라드 베스마르(C.J. Wethmar)와 같은 교수를 비롯한 미국에서도 많은 제자들이 나왔다.

## 출판

### 책
| 네덜란드어 제목 (Kok: Amsterdam)        | 날짜 | 쪽  | 영어 제목 (Eerdmans: Grand Rapids) | 날짜 | 쪽  |
| --------------------------------------- | ---- | --- | ---------------------------------- | ---- | --- |
| Geloof en Rechtvaardiging               | 1949 | 220 | Faith and Justification            | 1952 | 207 |
| Geloof en Heiliging                     | 1949 | 222 | Faith and Sanctification           | 1952 | 193 |
| Geloof en Volharding                    | 1949 | 215 | Faith and Perseverance             | 1958 | 256 |
| De Voorzienigheid Gods                  | 1950 | 336 | The Providence of God              | 1952 | 280 |
| De Algemene Openbaring                  | 1951 | 280 | General Revelation                 | 1955 | 336 |
| De Persoon van Christus                 | 1952 | 334 | The Person of Christ               | 1954 | 368 |
| Het Werk van Christus                   | 1953 | 387 | The Work of Christ                 | 1965 | 358 |
| De Sacramenten                          | 1954 | 407 | The Sacraments                     | 1969 | 304 |
| De Verkiezing Gods                      | 1955 | 414 | Divine Election                    | 1960 | 336 |
| De Mens het Beeld Gods                  | 1957 | 416 | Man: The Image of God              | 1962 | 376 |
| De Zonde I                              | 1958 | 230 | Sin                                | 1971 | 599 |
| De Zonde II                             | 1960 | 360 | Sin                                | 1971 | 599 |
| De Wederkomst van Christus I            | 1961 | 311 | The Return of Christ               | 1972 | 477 |
| De Wederkomst van Christus II           | 1963 | 282 | The Return of Christ               | 1972 | 477 |
| De Heilige Schrift I                    | 1966 | 234 | Holy Scripture                     | 1975 | 377 |
| De Heilige Schrift II                   | 1967 | 463 | Holy Scripture                     | 1975 | 377 |
| De Kerk I Eenheid en Katholiciteit      | 1970 | 260 | The Church                         | 1976 | 438 |
| De Kerk II Apostoliciteit en Heiligheid | 1972 | 273 | The Church                         | 1976 | 438 |

### 번역된 저서
- 개혁주의교회론 (나용화, 이승구 옮김, 기독교문서선교회)

## 같이 보기
- 조웰 비키